# René Viguier
René Viguier (19 de maig de 1880, a París - 17 de gener de 1931, a Caen) era un botànic francès conegut per les seves investigacions de les plantes dins de la família de les araliàcies.
Va treballar com a preparador al Museu Nacional d'Història Natural amb Philippe Édouard Léon Van Tieghem, després de servir com a professor a La Sorbona. El 1912 va recollir mostres botàniques a Madagascar amb Jean-Henri Humbert. De 1919 a 1931 va ser professor de botànica a la Universitat de Caen, així com director del jardí botànic de la ciutat.
Va ser membre de la Societat Botànica de França (des de 1904), la Societat Linneana de Lió (des de 1921) i la Societat Linneana de Normandia (des de 1919). El 1927 va fundar l'Arxiu Botànic (Archives de botanique).
L'Acadèmia Francesa de Ciències li va atorgar el Premi de Coincy de 1909. L'herba del gènere Viguierella va ser anomenat en el seu honor per Aimée Antoinette Camus (1926). Els taxons amb l'epítet específic de viguieri també porten el seu nom, sent un exemple les espècies de gramínies Cephalostachyum viguieri.

## Treballs seleccionats
- Recherches anatomiques sur la Classificació des Araliacées, 1906 – recerca Anatòmica en la classificació de Araliaceae.
- Contribution à l'étude de la flore de la Nouvelle-Calédonie : Araliacées, 1913 – Contribucions a l'estudi de la flora de Nou Caledonian, Araliaceae.
- Guttifères nouvelles de Madagascar, 1914 (amb Jean-Henri Humbert) – Nova Guttiferae de Madagascar.[6]